# Ulises Poirier
Ulises Poirier Puelma (2 de febrer de 1897 - 9 de març de 1977) fou un futbolista xilè.

## Selecció de Xile
Va formar part de l'equip xilè a la Copa del Món de 1930.